# Sámuel Joszef Ágnon
Sámuel Joszef Ágnon (héberül: שמואל יוסף עגנון) (Buczacz, 1888. július 17. – Jeruzsálem, 1970. február 17.) Eredeti nevén Sámuel Joszef Halevi Czaczkes. Nobel-díjas (1966) izraeli író, a modern héber irodalom egyik központi alakja. Héberül Sáj Ágnon (ש"י עגנון) néven ismert, ami a Sámuel Joszef rövidítése. Angolul S. Y. Agnon névalakban ismert.

## Élete

### Galíciában
Sámuel Joszef Czaczkes született Buczacz városában, Galícia keleti részén (ma Ukrajna), amely akkor az Osztrák-Magyar Birodalom fennhatósága alatt állt. Ágnon a legidősebb fiú volt a családban (szülei Eszter Farb és Salom Mordechaj Czaczkes). Még négy testvére született, egy fiú és három lány. 3 éves korában kezdett tanulni a héderben (hagyományos általános iskola, amelyben a judaizmus és a héber nyelv alapjait tanították). 9 éves koráig folytatta ott a tanulást, utána pedig a Talmudot kezdte tanulmányozni. Másfél év után abbahagyta az iskolát, ezek után apja tanította. 8 éves korában kezdett írni, héberül és jiddisül. Ifjúkorában sok klasszikus alkotást olvasott, beleértve Goethe, Schiller és Shakespeare műveit. Nagyon szerette a skandináv írókat is.

### Első bevándorlása Palesztinába (Izrael)
1908-ban Ágnon úgy döntött, hogy kivándorol Palesztinába (mely akkor a Török Birodalom része volt). Először Lvovba költözött, onnét Bécsbe ment át, ahol rokona, David Zvi Miller professzor felajánlotta neki: maradjon és tanuljon az egyetemen. De Ágnon ragaszkodott döntéséhez. 1908-ban kivándorolt Palesztínába (ma Izrael állama). Még ez évben jelent meg első novellája "Agunot" címmel, melyet Izrael földjén írt és publikált. E novellát Ágnon néven jelentette meg (ami a mű címéből következik). E név előbb irodalmi álneve lett, majd 1924-től hivatalosan is családi nevéül választotta.

### Emigráció Németországba
1912. október 28-án Ágnon Jaffából Berlin felé szállt hajóra. Először héber nyelvet tanított, magánórákat adott Berlinben. Néhány hónappal később a Jüdischer Verlag kiadóba került. Sok időt töltött Berlin könyvtáraiban, különösen a zsidó közösség könyvtárában. 1919-ben Münchenbe küldték. Ott találkozott Eszter Marx-szal, akit korábban héberre tanított. Marx Münchenbe a festészeti akadémiára jött tanulni. Úgy döntöttek, hogy összeházasodnak – Georg Marx bankár, Eszter apja ellenkezésének dacára. 1920. május 6-án volt az esküvő. 1921-ben született lányuk, Emunah. Ezek után a család egy tágasabb lakásba költözött át, Bad Homburgba. Egy évvel később született fia, Sálom Mordecháj.
1924. június 6-án tűz tört ki Ágnon otthonában, minden kézirata és nagy könyvgyűjteménye is elégett. Ezek után döntöttek úgy, hogy kivándorolnak Izraelbe. Először Ágnon egyedül, később felesége és gyermekei is csatlakoztak hozzá. 1924 októberében, amikor 37 éves volt, Ágnon visszatért Jeruzsálembe, ezúttal véglegesen.

### Második bevándorlás és letelepedés
Felesége és gyermekei 1925 novemberében érkeztek Palesztinába. Eszter apai öröksége tette lehetővé a házaspár számára, hogy önálló lakásukat Jeruzsálemben rendezzék be. Az "Ágnon összes novellái" négykötetes kiadása 1931-ben fejeződött be, ám a szerzői jogokkal kapcsolatos vita okán csak 1932 tavaszán jelent meg. A kritikusok lelkesen fogadták. "Hachnaszat Kalla" c. regénye (Menyasszonyi lombkorona) nyomán végleg biztosított lett helye a héber irodalomban. 1935-ben adta ki a "Szipur Pasut"-ot (Egyszerű történet), ami szülővárosában, a 19. század végi Buczaczban játszódik. Másik regénye, a "Tmol Silsom" (Csak tegnap), a 20. század elejének Palesztínájában játszódik, 1945-ben jelent meg.

### Izraelben
Izrael Függetlenségi Háborúja alatt (1948–1949) kezdi írni az 1930-as években, Jeruzsálemben játszódó "Sira" c. regényét. Főszereplője dr. Manfred Herbst, a jeruzsálemi Héber Egyetem történésze. Herbst a felesége, Henrietta iránt érzett hűsége, és Sira nővér iránt érzett szerelme között vergődik. Ágnon nem fejezte be regényt, és nem is szándékozott közreadni, így azt csak a csak halála után jelent meg. 1950-ben jelentette meg "Tehila" című novelláját, amely egy Jeruzsálemben élő öregasszony története. 
Svédországi látogatása során (1951 nyarán) Ágnon szívinfarktust élt túl. 1969. július 7-én agyvérzést szenvedett, melynek nyomán megbénult, és beszédkészsége is súlyosan sérült. 1970. február 17-én hunyt el a Kaplan Orvosi Központban. Jeruzsálemben, az Olajfák hegyén lévő temetőben helyezték végső nyugalomra.

## Irodalmi Nobel-díja
1963-ban Gershom Schocken (kiadó) svédre fordította le Ágnon műveit, melyeket korábban több más nyelven is kiadtak (1925-ben már lefordították "És a meggörbedt kiegyenesedik..." c. regényét svédre). 1964-ben adták közre "A vendég hajlandó éjszakai szállásra maradni" német fordítását, amely kritikusok körében aratott sikert. 1964 decemberében újból jelölték Nobel-díjra. 1966-ban az irodalmi Nobel-díjat Ágnon és Nelly Sachs német zsidó költő közösen nyerték el.

### Egyéb díjai
Kétszer kapta meg az irodalmi Bialik-díjat (1934, 1950). Kétszer lett kitüntetve Izrael-díjjal (1954, 1958).

## Magyarul
- Tengerek szívében. Három elbeszélés; ford., előszó Geson ben Joszéf; Magyar Zsidók Pro Palesztina Szövetsége, Bp., 1941 (Javne könyvek)
- Orosz-zsidó novellák; többekkel, ford. Gilányi Mór, Lukács Zoltán; Feuerstein–Sonnenfeld Ny., Nagyvárad, 1918 (Zsidó renaissance könyvtár)
- És a meggörbedt kiegyenesedik... Regény; ford. Sas László; Fraternitas Ny., Cluj, 1922 (Kadima könyvei. Héber regényírók)
- Valaha régen; ford. Ács Gábor; Bábel, Bp., 2001